# Dolenje Medvedje selo
Dolenje Medvedje selo este o localitate din comuna Trebnje, Slovenia, cu o populație de 37 de locuitori.